# Diocesi di Carini
La diocesi di Carini (in latino Dioecesis Carinensis seu Hyccaritana) è una sede soppressa e sede titolare della Chiesa cattolica.

## Storia
Le notizie che si hanno sulla diocesi di Carini sono frammentarie e in parte dovute alle scoperte archeologiche effettuate nel territorio, che hanno portato alla luce, a Villagrazia di Carini, un complesso di catacombe risalenti al III secolo e nelle cui vicinanze è stato individuato il nucleo paleocristiano dell'antica Carini.
La prima menzione storica dei vescovi di Carini si deve a papa Gregorio Magno, tra la fine del VI secolo e gli inizi del VII. Nel settembre 595 il pontefice affida al vescovo reggino Bonifacio la diocesi di Carini, rimasta senza pastore e in stato di abbandono per la diminuzione degli abitanti e la morte dei suoi sacerdoti. L'unione di Reggio con Carini dovette però durare poco. Infatti in due lettere di novembre 602, papa Gregorio scrive al vescovo Barbaro di Carini per nominarlo visitatore della Chiesa di Palermo, allora vacante, e sovraintendente all'elezione del nuovo vescovo.
Queste lettere di Gregorio Magno hanno suscitato vivo interesse ed un ampio dibattito fra gli studiosi a causa della distanza fra Reggio e Carini, per cui l'unione delle due sedi risulta "veramente strana", come si è espresso Francesco Lanzoni. La distanza fece presupporre che la sede menzionata nelle lettere del pontefice si trovasse in Calabria o, secondo altri, in Puglia.
Vescovi di Carini sono ancora attestati nel VII e nell'VIII secolo: nel 649 un vescovo di Carini, di nome Giovanni, compare al sinodo lateranense indetto da papa Martino I; nel concilio di Nicea del 787 prese parte il vescovo Costantino. Un sigillo scoperto nel territorio del comune di Carini ha restituito il nome del vescovo Felice, vissuto nel VII secolo: il sigillo riporta tuttavia la scritta Felicis episcopi Panormi, che induce ad ascrivere il vescovo nella cronotassi episcopale di Palermo.
A differenza delle altri diocesi siciliane, quella di Carini non appare nella Notitia Episcopatuum del patriarcato di Costantinopoli, databile all'inizio del X secolo e attribuita all'imperatore Leone VI. La diocesi dovette essere soppressa già nel IX secolo in seguito alla conquista araba dell'isola; con l'avvento dei Normanni nell'XI secolo non fu più ricostituita ed il suo territorio entrò a far parte dell'arcidiocesi di Palermo.
Dal 1968 Carini è annoverata tra le sedi vescovili titolari della Chiesa cattolica; dal 14 novembre 1998 l'arcivescovo, titolo personale, titolare è Alessandro D'Errico, già nunzio apostolico a Malta e in Libia.

## Cronotassi

### Vescovi
- Anonimo † (? - circa 595 deceduto)
  - Bonifacio di Reggio Calabria † (595 - ?) (amministratore)
- Barbaro † (menzionato nel 602)[5]
- Giovanni † (menzionato nel 649)
- Costantino † (menzionato nel 787)

### Vescovi titolari
- Guglielmo Giaquinta † (24 settembre 1968 - 18 marzo 1974 nominato vescovo di Tivoli)
- José Antônio do Couto, S.C.I. † (5 giugno 1974 - 5 maggio 1976 succeduto vescovo di Taubaté)
- Joseph Thomas Dimino † (29 marzo 1983 - 7 marzo 1998 dimesso)
- Alessandro D'Errico, dal 14 novembre 1998